# 大川駅 (忠清南道)
大川駅（テチョンえき）は大韓民国忠清南道保寧市内項洞にある韓国鉄道公社長項線の駅である。

## 駅構造
- 島式ホーム2面4線の地上駅。

## 駅情報
セマウル号とムグンファ号が当駅に停車する。

## 駅周辺
- 保寧総合ターミナル
- Eマート保寧店
- 保寧郵便局

## 沿革
- 1929年12月1日 - 保寧郡大川面大川里340-2にて普通駅として営業開始[1]。
- 1964年12月8日 - 旧駅舎竣工。
- 1984年7月16日 - 駅舎増築。
- 2006年5月1日 - 小荷物取扱停止。
- 2006年11月15日 - 貨物取扱停止[2]。
- 2007年12月21日 - 長項線移設とともに新駅舎に移転。
- 2008年2月1日 - KORAIL大田忠南本部管理駅に指定。
- 2015年2月5日 - 西海金光列車乗り入れ開始。

## 隣の駅
韓国鉄道公社
長項線
青所駅 - （周浦駅） - 大川駅 - （藍浦駅） - 熊川駅